# Vicious Circle
Vicious Circle é o quarto álbum de estúdio da banda L.A. Guns, lançado em 1995.

## Faixas
1. "Face Down" - 4:11
2. "No Crime" - 2:35
3. "Long Time Dead" - 3:22
4. "Killing Machine" - 3:27
5. "Fade Away" - 4:11
6. "Tarantula" - 0:56
7. "Crystal Eyes" (faixa bónus nos Estados Unidos e na Europa) - 5:53
8. "Nothing Better to Do" - 2:52
9. "Chasing the Dragon" - 4:50
10. "Kill That Girl" - 3:13
11. "I'd Love to Change the World" - 3:39
12. "Who's in Control (Let 'Em Roll)" - 4:02
13. "I'm the One" - 2:28
14. "Why Ain't I Bleeding" - 4:32
15. "Kiss of Death" - 5:55
16. "Death in America" (faixa bónus no Japão)
17. "Empire Down" (faixa bónus no Japão)

## Créditos

### Banda
- Phil Lewis - vocalista, exceto em "Tarantula" e "Nothing Better to Do"
- Tracii Guns - guitarra
- Mick Cripps - guitarra rítmica, teclas, vocais de apoio
- Kelly Nickels - baixo, vocalista em "Nothing Better to Do"
- Michael Gershima - bateria

### Músicos convidados
- Doni Gray - bateria
- Myron Grombacher - bateria
- Nickey Alexander - bateria
- Steve Dior (dos Filthy Lucre) - vocais de apoio
- Jim Wirt (dos Filthy Lucre) - vocais de apoio

### Produção
- Produtor e engenheiro - Jim Wirt
- Fotografia - Dale Lavi

## Críticas
- Allmusic [1]